# Kościół Wniebowzięcia Najświętszej Marii Panny w Przemkowie
Kościół pw. Wniebowzięcia Najświętszej Marii Panny w Przemkowie – XV-wieczna świątynia, należąca do parafii Wniebowzięcia Najświętszej Maryi Panny w Przemkowie, dekanatu Szprotawa, diecezji zielonogórsko-gorzowskiej, metropolii szczecińsko-kamieńskiej, znajdująca się w Przemkowie, w powiecie polkowickim, w województwie dolnośląskim.

## Historia
Pierwsza wzmianka pochodzi z 1359, obecny kościół powstał ok. 1418 roku. Od roku 1561 do 1637 zawiadywali nim protestanci. Pierwsza przebudowa miała miejsce w 1681. W 1719 roku w wyniku pożaru zniszczenia uległa część kościoła, odbudowa trwała od 1720 do 1730 przez Johanna Blasiusa Peintnera. W latach 1804 dobudowano wieżę, wtedy i później w 1996–1997 kościół został odrestaurowany na rzucie prostokąta oraz ośmioboku.

## Wyposażenie
Okna tworzą półkola, zamknięte. Zakrystia wykonana jest w stylu barokowym. Ołtarz główny przedstawia Wniebowzięcie Najświętszej Marii Panny. Ołtarz boczny południowy przedstawia obraz Serca Jezusowego, a boczny północny Św. Rodzinę. Rzeźby pochodzą z XVIII wieku. Wewnątrz barokowy i rokokowy wystrój m.in. ołtarz i ambona z II poł. XVIII wieku.